# Vitige
Vitige, Vitiges, Vitigis, Vitegis, Vidicis, Viticis ou Guitigis (em latim: Vit(t)igis, Vit(t)iges, Wit(t)igis, Wit(t)iges, Vitegis, Guitigis, Widicis, Witicis, Widechis, Vitigem, Vittigen; em grego medieval: Ουίττιγις; romaniz.: Ouíttigis) foi um rei ostrogótico da Itália que reinou de 536 a 540.

## Vida

### Origens e início da carreira
Vitige nasceu por volta de 480. Era um nobre ostrogodo, mas não veio de uma das grandes famílias. Era sobrinho de Uliteu e tio de Úreas. Aparece pela primeira vez em 504, quando combateu sob o rei Teodorico (r. 474–526) contra os gépidas perto de Sirmio. De acordo com o panegírico posterior de Cassiodoro, fez-se facilmente notar ao confrontar a "raça feroz" (os gépidas). Também parece que conseguiu se notabilizar durante o cerco de Deorico, um local ainda não identificado cujo nome deve ser uma corrupção. Numa das batalhas, seu cavalo e seu braço esquerdo foram feridos e continuou lutando só com o braço direito e matou muitos inimigos. Cassiodoro disse que quando o panegírico foi entregue (dezembro de 536 ou janeiro de 537), vários entre os que estavam presentes podiam testemunhar sobre o valor de Vitige. Apesar disso, não recebeu nenhum reconhecimento ou distinção de Teodorico.
Logo após a ascensão de Atalarico (r. 526–534), Vitige retornou a Ravena e foi nomeado espatário, e em cuja capacidade se tornou um dos conselheiros do jovem rei, lidando com emissários na corte e ganhando grande respeito. O título de espatário, no contexto, é uma dignidade cortesã, embora mais adiante os espatários tornar-se-iam guarda-costas. Ainda no início desse reinado, serviu como comandante das tropas ostrogóticas que confrontaram os gépidas em Sírmio. Na ocasião, desceram o Danúbio e atacaram Graciana, no Império Bizantino, bem como houve algum episódio pouco esclarecido nas fontes envolvendo Singiduno. Sob Teodato (r. 534–536), ainda reteve alta posição, quiçá como comandante da guarda real. Para tanto, deve ter continuado como espatário ao mesmo tempo em que serviu como armígero. No final de 536, quando foi escolhido rei, Vitige era um dos comandantes ostrogóticos perto de Roma.

### Reinado

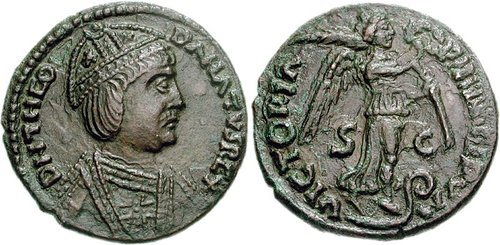
Fólis de Teodato r.

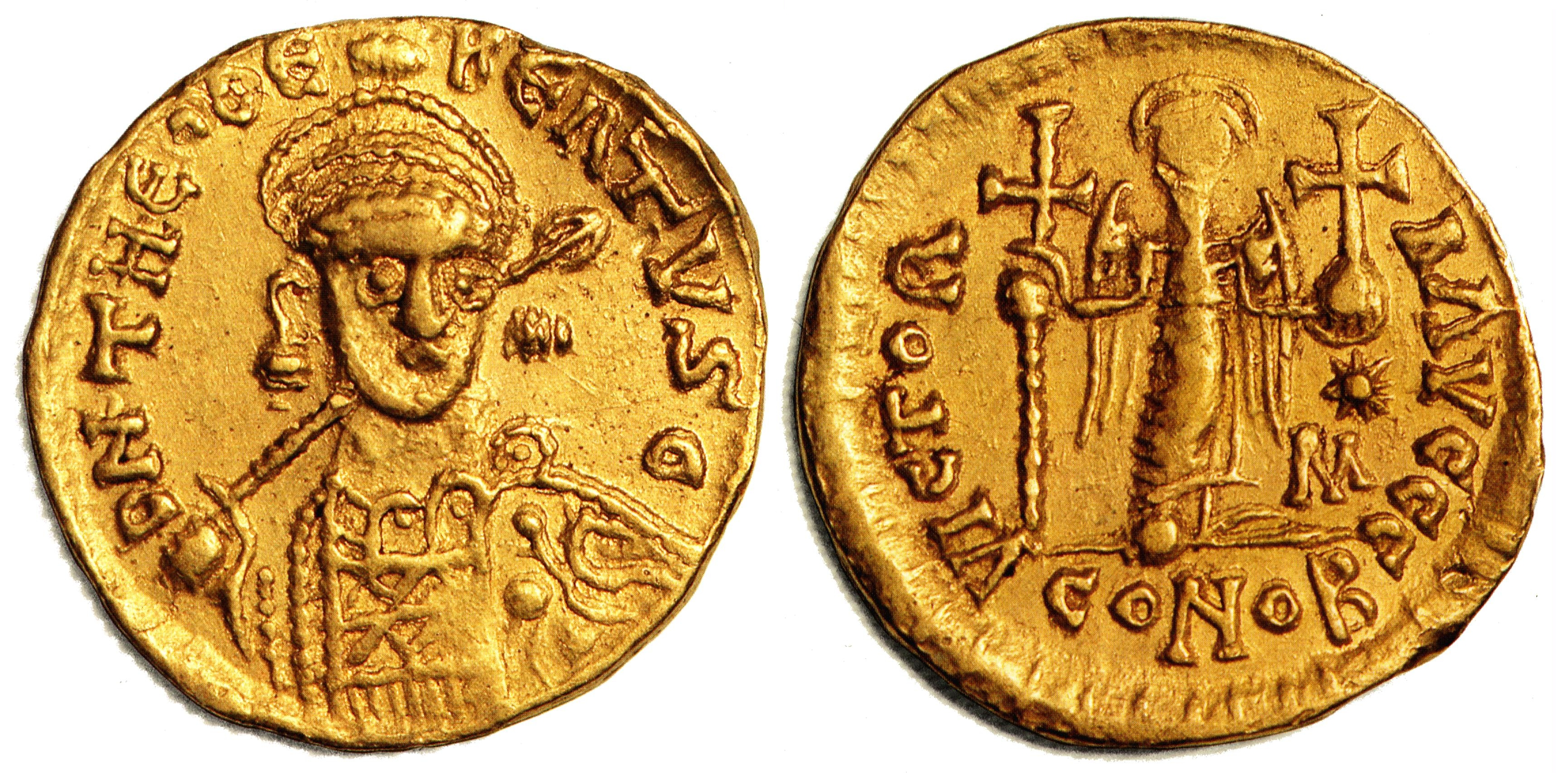
Soldo de r.

Logo após a perda de Nápoles, mas antes da captura de Roma por Belisário em 9 de dezembro de 536, o exército gótico estacionado em Regata, perto de Tarracina, o escolheu como rei em substituição de Teodato, pois estavam irritados com a inação do rei perante o avanço bizantino. O motivo de sua escolha foi sua experiência militar. Logo que assumiu, foi a Roma, ordenou que Optaris perseguisse Teodato e prendeu Teudegisclo, filho de Teodato. De Roma, marchou a Ravena para conseguir uma trégua com os invasores francos e se preparar para combater os bizantinos. Ao partir, deixou uma guarnição em Roma e levou vários senadores reféns, mas não antes de obter um juramento de lealdade para os godos do papa Silvério (r. 536–537) e do senado. Em Ravena, em dezembro de 536 ou janeiro de 537, se casou com Matasunta, membro da dinastia dos Amalos e filha de Amalasunta e Erarico, embora que contra a vontade dela, para fortalecer sua posição e ligá-lo à família de Teodorico. Em seguida, acordou a paz com os francos ao ceder o território ostrogótico na Gália (Provença) e pagar substancial soma em ouro em troca da promessa de auxílio militar contra os bizantinos. Com isso, liberou o principal exército gótico que estava estacionado no norte da Itália.
Vitige enviou um exército sob Hunila e Pissas contra os bizantinos na Etrúria, que foi derrotado eles foram capturados por Constantino. Com as notícias, enviou um exército maior sob Asinário e Uligísalo para recuperar a Dalmácia e se preparou para marchou a Roma. A marcha, ocorrida em fevereiro de 537, foi direta e é dito que o exército totalizava 150 mil homens, incluindo tropas do norte da Itália sob Mársias. Ao alcançar Roma, imediatamente a cercou. O cerco, descrito por Procópio, durou um ano e nove dias e terminou em meados de 538. Tão logo o cerco começou, enviou a Ravena tropas para executar os reféns. Em março, quando o cerco já mostrava sinais que havia falhado, retirou as tropas e marchou a Arímino, que foi capturada por João. No trajeto, cruzou os Apeninos, deixando guarnições em várias fortalezas, e ao chegar em Arímino, a cercou. Quando os bizantinos sob Mundilas tomaram Mediolano, enviou um exército sob Úreas para retomá-la e pediu ajuda ao rei Teodeberto I (r. 533–548), que enviou 10 mil burgúndios. Também enviou forte guarnição sob Vácimo a Áuximo para reforçar a guarnição sob Visando e proteger Ravena. Também deve ser do período a destruição das fortalezas de Pisauro e Fano para inibir o uso pelo inimigo.

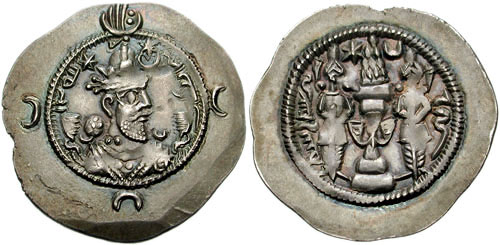
Dracma de r.

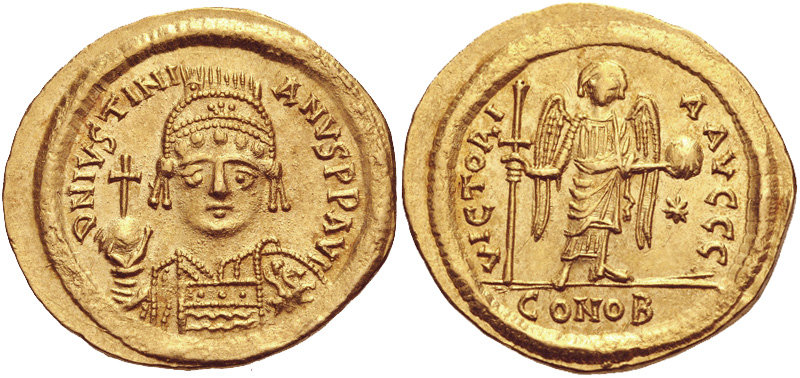
Soldo de Justiniano r.

O cerco de Arímino terminou com a chegada dos bizantinos sob Belisário e Narses em algum momentos após meados de verão de 538 e Vitige fugiu com os ostrogodos para Ravena, onde permaneceu até o fim de seu reinado. No começo de 539, antecipando um ataque de Belisário na primavera, buscou ajuda de outros povos bárbaros e, considerando os francos como não confiáveis, enviou emissários aos lombardos sob Vacão, mas logo percebeu que se aliaram ao Império Bizantino. Então, enviou emissários ao Império Sassânida, na Pérsia, para persuadir o xá Cosroes I (r. 539–579) a lutar contra o imperador Justiniano (r. 527–565). No verão e outono, prometeu que aliviaria os ostrogodos sitiados em Áuximo, mas apesar dos apelos, falhou em enviar qualquer ajuda ao não resolver os problemas de manutenção dos suprimentos. Também planejou aliviar os ostrogodos em Fésulas ao unir as forças de Úreas de Mediolano, mas Úreas foi impedido pelos bizantinos e o plano falhou. Logo após a queda de Áuximo em outubro ou novembro, Vitige foi cercado em Ravena por Belisário. Durante o cerco, rejeitou a oferta de aliança com os francos e escolheu negociar com os bizantinos. Ele aceitou a oferta de Justiniano de manter metade do tesouro real e poder governar a Itália ao norte do rio Pó, porém os ostrogodos estavam insatisfeitos com sua falta de sucesso e as privações decorrentes do cerco. No fim, em maio de 540, aceitou a oferta. Foi colocado sob guarda, mas tratado com honra. Outra versão, no entanto, alega que foi derrotado em combate por João Sanguinário e levado a Belisário em Roma. Foi levado para Constantinopla por Belisário com sua esposa. Ali, foi honrosamente tratado por Justiniano que lhe conferiu o título de patrício. Em 541, ficou em Constantinopla quando os godos acompanharam Belisário para o Oriente com a eclosão da Guerra Lázica contra o Império Sassânida. Há uma tradição dispare que coloca que recebeu um posto na fronteira com a Pérsia, onde viveu até sua morte. Seja como for, morreu após viver pouco mais de dois anos em Constantinopla, presumivelmente em 542.